# R.I.O.
R.I.O. ist ein deutsches DJ-Duo, bestehend aus den beiden DJs, Songwritern und Musikproduzenten Manuel Reuter und Yann Peifer. Das Duo hatte 2008 mit dem Song Shine On den ersten großen Erfolg. Mit Turn This Club Around erreichten sie 2011 erstmals die Top-10. Aktiv sind sie in erster Linie in den Bereichen der Deep- und Tropical-House-Musik, während sie im Laufe ihrer Karriere unter anderem auch Reggae und EDM vertraten.
Die Stimme und das Gesicht von R.I.O. war vier Jahre lang der gebürtige Londoner Neal Antone, besser bekannt als Tony T. Nach seinem Ausstieg im Jahre 2012 wurden Singles mit verschiedenen weiteren Sängern aufgenommen. Bis 2015 verlieh in erster Linie U-Jean dem Projekt seine Stimme und trat auch auf ihren Live-Auftritten und Konzerten als Frontmann des Kölner Duos auf.

## Produktion und Mitglieder
Die beiden deutschen DJs Manian und Yanou gründeten den Act R.I.O. im Sommer 2007, nach deren großem Erfolg mit gemeinsamen Projekten wie Cascada oder Tune Up! R.I.O. wurde anfänglich lediglich als „Experimentier-Projekt“ gedacht. Der Name leitet sich von ihrer Ersten Aufnahme mit dem gleichnamigen Titel, sowie dem Re-Release als De Janeiro ab. Bei ihren Songs wurden Manian und Yanou selbst immer als Songwriter, Komponisten und Produzenten aktiv. Neben ihnen wirkt bei allen Titeln auch Andres Ballinas, ein guter Freund des Duos, als Autor mit.
Neben ihren eigenen Releases treten sie häufig auch als Remixer in Erscheinung. Songs von Künstlern, die bei ihrem eigenen Label Zooland Records unter Vertrag stehen, wie die ItaloBrothers oder King & White, sowie alte und neuen Single-Veröffentlichungen der Mitglieder Manian und Yanou, werden von ihnen unregelmäßig im gewöhnlichen R.I.O.-Stil gemixt.
Ihre Songs veröffentlichten sie anfangs ausschließlich über das eigene Label des Duos, Zooland Records, bis sie 2011 vom deutschen Plattenlabel Kontor Records unter Vertrag genommen wurden. Bereits vorher erschienen einzelne Lieder über Kontor Records, jedoch wurde bis 2011 kein Vertrag für alle Releases unterzeichnet. Zwei weitere Verträge für die Internationale Veröffentlichung ihrer Songs wurden 2011 mit dem schwedischen Plattenlabel Roxy Recordings und dem niederländischen Musiklabel Spinnin’ Records geschlossen.
Die Gründer Manian und Yanou bleiben bei sämtlichen Videos und Live-Auftritten eher im Hintergrund. Seit dem Einstieg von Tony T. im Jahre 2007 war er das Gesicht und die Stimme R.I.O. Aufgrund dessen wurde fälschlicherweise von Zuhörern ausgegangen, R.I.O. sei das Pseudonym von Tony T. 2011 wurde ihm U-Jean an die Seite gestellt. 2012 erfolgte sein Ausstieg und Fans sahen irritiert das Video zum Titel Party Shaker, welcher von Nicco gesungen wurde, in dem weder Tony T. noch U-Jean zu sehen war. Für viele wurde erst dann klar, dass R.I.O. ein Projekt zweier DJs war. Auf den Live-Auftritten vertritt weiterhin U-Jean das Duo.
Seit dem Ausstieg von Tony T. gilt das Projekt, obwohl U-Jean ihr Gesicht auf ihren Konzerten, Single-Covern und Videos ist, als Duo bestehend aus Manian und Yanou. Stücke, die von U-Jean gesungen werden, erhalten immer den Titel R.I.O. feat. U-Jean, somit ist er lediglich als Gastmusiker gekennzeichnet und gilt nicht als offizielles Bandmitglied.

## Stil
Von 2008 bis 2009 produzierte das damalige Trio verstärkt Reggaemusik, die ebenfalls Spuren des Dance- und Electro-Pops aufgriffen. Nach Tony Ts Ausstieg 2012 veröffentlichte er den Song Way to Rio, in dem er den alten R.I.O-Reggae-Stil wieder aufgriff. Zwischen 2010 und 2011 etablierten sie sich durch Songs wie Hot Girl und Like I Love You vermehrt im Commercial-House-Stil. Mit Turn This Club Around entwickelten sie eine persönliche Note, die bei weiteren Produktionen für einen starken Wiedererkennungswert sorgten. Komodo (Hard Nights) bildete einen Einstieg in die, überwiegend als EDM bezeichnete Electro-House-Schiene. Nach einer Rückkehr zur kommerzielleren Musik, starteten sie nach eineinhalb Jahren ein kleines Comeback, das von einer Deep/Tropical-House-Produktion dargestellt wird.

## Geschichte

### 2007: Anfänge und erste Erfolge

Das Logo von R.I.O. im Jahre 2008

Gemeinsam experimentierten Yanou und Manian in ihrem Studio, woraus eine Cover des berühmten Samba de Janeiro von Bellini entstand. Der Titel trug den Namen R.I.O. der auf der Single jedoch nur in Remix-Formen von Künstlern wie Spencer & Hill, Stereo Palma oder als MYPD von Manian und Yanou selber. Er erschien über viele Label in ganz Europa, jedoch war die Veröffentlichung in Deutschland eher weniger populär. In Spanien konnte diese Version sogar bis in die Top-10 der Charts vorrücken.
Sie griffen dieses Projekt im dann Winter 2007 ein weiteres Mal auf und mixten den Titel erneut. Dann, am 9. November 2007 erschien neu aufgenommen der Song De Janeiro in den Läden. Die Single enthält nun auch eine „Original Version“ des Titels. Der ursprüngliche Track R.I.O. erscheint auf dieser Single als Spencer & Hill Remix. Völlig überraschend und in kürzester Zeit entwickelte sich der Track zu einer internationalen Clubhymne. Die Single konnte die Platz 8 in Spanien und Platz 14 in den Niederlanden erreichen. Seit dem neuen Release wird auf die Originale Version von De Janeiro also auf R.I.O. nicht mehr aufmerksam gemacht und auf Samplern und Alben nur noch unter dem neuen Titel geführt.

### 2008–2009: Durchbruch mitShine On
Wenige Monate nach dem Release von De Janeiro erschien ihr erster Remix. Gemeinsam mixten sie den Song Cool von Lowrida. Der Remix erschien im Februar 2008. Im Mai 2008 dienten sie ein zweites Mal als Remixer. Dieses Mal produzierten sie ihre Version zu dem Club-Song Children of the Night von Yanou, einem Mitglied der Band.
Kurz nach der Veröffentlichung der Single De Janeiro entdeckten die beiden Kölner Produzenten den damals 36-jährigen, britischen Sänger und Rapper Tony T., der dem Projekt schließlich als Stimme und Frontmann beitrat. Kurz darauf begannen sie als Trio an neuen Songs und an ihrem Debüt-Album zu arbeiten.
Im Juni 2008 veröffentlichten sie ihre ersten eigenen Singles Shine On, die die Radiostationen im Sturm eroberten. Sie erreichte in Südeuropa und dem gesamten Mittleren Osten die Spitze der offiziellen Charts sowie Top-25-Platzierungen in den meisten übrigen europäischen Ländern, darunter Platz 25 in Deutschland, 21 in Österreich, Rang 17 in der Schweiz und Nummer 22 in Spanien. Das Video zur Single Shine On wurde allein bei YouTube über 30 Millionen Mal abgerufen. „Am Anfang konnte niemand diesen riesigen und unvergleichlichen Erfolg ahnen! Wir haben großes Glück in der Lage sein, eine Live-Tour rund um den Globus zu spielen und vor riesigen Menschenmengen jedes Wochenende zu rocken“. Ebenso war die Single in den Jahrescharts etlicher Länder zu finden wie Nummer eins der israelischen Jahrescharts 2008 und Platz 99 in Deutschland.
Im September 2008 traten sie ein drittes Mal als Remix-Produzenten-Team in Erscheinung. Dieses Mal nahmen sie sich die 2008-Version von Turn the Tide des R.I.O.-Mitglieds Manian und Sängerin Aila vor. Das Original stammt vom Vocal-Trance-Projekt Sylver aus dem Jahr 2000.
Im Dezember 2008 erschienen ihre dritte Single When the Sun Comes Down. Bereits im November 2008 wurde sie auf der Kontor Top of the Clubs Vol. 41 vorgestellt. Auch sie erreichte die Verkaufscharts und rückte in den Niederländischen und Spanischen Charts bis in die Top-10 und erreichte auch in den Top-100 der Niederlande Platz 22. In Deutschland, Österreich und der Schweiz blieb es eher ein kleinerer Erfolg. In Portugal und den Niederlanden hingegen verkaufte sich der Track gut und erreichte in Portugal für 5 Wochen Platz 37. Zu diesem Lied, sowie auch zu sämtlichen folgenden Singles erschien kein Musik-Video.
Am 10. Juli 2009 wurde After the Love veröffentlicht. Diese Single wurde auf der Kompilation The Dome Summer 2009 verwendet. In Österreich war sie für zwei Wochen in den Charts vertreten und erreichte Platz 41. In Deutschland konnte sie sich vier Wochen lang platzieren und erreichte Platz 65. In der Schweiz konnte das Lied keine Chartplatzierung erreicht. Allerdings übte auch dieser Song erneut großen Erfolg in den Niederlanden und Portugal aus, wo After the Love bis in die obere Charthälfte stieg.
Nachdem die drei mit After the Love einen weiteren Sommerhit landeten, erschien im Oktober 2009 ein weiterer Remix. Ein zweites Mal interpretierten sie einen Song des Mitgliedes Yanou neu. Dieses Mal mixte das Trio das Lied Brighter Day.
Serenade erschien im November 2009 als Download-Single Serenade sie wurde kein großer Erfolg und stieg in Deutschland lediglich auf Rang 97, wo sie eine Woche verweilte. Allerdings chartete der Song auch in den Niederlanden. Dort erreichte er immerhin Platz 30 und blieb für 4 Wochen in den Top 40. Die Single basiert auf dem gleichnamigen Track der US-amerikanischen Rockband Steve Miller Band aus dem Jahre 1976. Aufgrund dessen zählen auch nur Steve Miller und C. McCarthy als Songwriter des Liedes. Erfolg hatte auch dieser Track insbesondere in den Niederlanden.

### 2010: Erstes Studioalbum

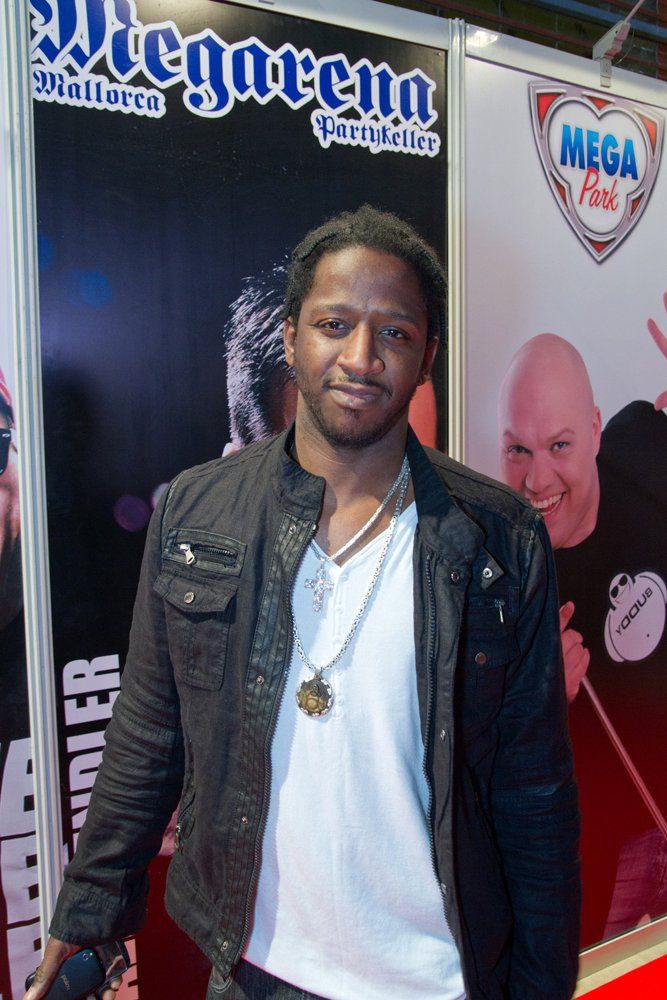
Von 2008 bis 2012 war Tony T das Gesicht von R.I.O. Hier im MegaPark, Mallorca am 1. Mai 2011.

2010 arbeiteten sie mit der niederländischen Sängerin Liz Kay, die bereits von den Köpfen des Trios, Manian und Yanou, produziert wird, zusammen. Aus ihrer Kooperation entstanden die Titel Something About You und Watching You. Die Songs erschienen am 12. Februar 2010 und wurden zu einem weiteren Erfolg. Sie konnten in Bulgarien für neun Wochen bis auf Platz 19 vordringen. In Portugal stieg die Single auf Platz 49 ein und konnte für sechs Wochen bis auf Platz 34 steigen.
Am 19. Februar 2010 erschien das erste Studioalbum Shine On (The Album). Es enthielt alle bisher erschienenen Singles, sowie einige neue und nicht veröffentlichte Tracks. Im September 2010 wurde eine Deluxe-Version veröffentlicht, die auch den später erschienenen Track Hot Girl enthält. Keines der beiden Alben erreichte die Top 100.
Die siebte Single One Heart erschien in drei Variationen. Einmal als Einzel-Single im Februar 2010 in den Niederlanden. Ebenso erschien der Song als Doppel-Single mit Can You Feel It, auch nur international, sowie als Dreier-Single mit Can You Feel It und Lay Down im April 2010 im restlichen Teil Europas. Neben der Solo-Version von One Heart, bei der nur Tony T. die Vocals des Songs singt, erschien im Internet noch eine zweite Version des Liedes, bei der die Sängerin Nina Nyembwe mitwirkt. In Holland konnte die Einzel-Single Platz 24 erreichte und war für 4 Wochen in den Charts zu finden. Auch in Portugal stieg die Single in die Charts ein, hier konnte sie sich den 21. Platz sichern und für 25 Wochen in den Top 100 verbleiben.
Hot Girl war die letzte Single-Auskopplung des Albums Shine On (The Album). Jedoch war sie nur auf der Deluxe Edition, zu finden. Der Song erschien am 28. Oktober 2010 als Promo-Single in den Niederlanden, wo sie auch für zwei Wochen in den Mega-Charts vertreten war. Zu diesem Song wurde seit After the Love erstmals wieder ein Musikvideo gedreht, es erschien bereits am 13. Juli 2010 auf YouTube. Nach über zwei Jahren wurde es über zwei Millionen Mal aufgerufen. Kommerziellen Erfolg hatte der Song lediglich in den Niederlanden. Dennoch gilt Hot Girl als einer der größten Club-Erfolge des Duos. Zudem bildet der Track den Übergang vom Reggae zum House-Stil.

### 2011:SunshineundTurn This Club Club Around
Am 11. Februar 2011 veröffentlichte R.I.O. den Song Like I Love You als Ankündigung für das Album Sunshine als Single. Durch Like I Love You konnten sie sich nach zwei Jahren wieder in der oberen Hälfte der Charts platzieren. Das Video wurde am 4. Januar auf Kontor.TV dem YouTube-Kanal des deutschen Plattenlabels Kontor Records hochgeladen und wurde nach anderthalb Jahren über 25 Millionen Mal aufgerufen. Der Instrumentalpart des Songs besitzt ein Sample des gleichnamigen Liedes des Dance-Trios The Hitmen. Gemeinsam mit Dan Winter unter dem Pseudonym Black Toys mixte Manian den Song im Style des Originals ab. Auch das damalige Hitmen-Mitglied Michael Bein trug unter seinem Pseudonym Money-G einen Remix bei.
Ebenfalls im Februar 2011 mixte R.I.O. den Titeltrack der Single Good Vibe, die von der Good Vibe Crew zusammen mit Cat stammt. Der Song wurde am 25. Februar 2011 über Zooland Records veröffentlicht, war jedoch kein großer Erfolg.
Die Nachfolgesingle zu Like I Love You trägt den Titel Miss Sunshine und ist ein Cover des 2001 veröffentlichten Songs Sunshine von dem Dance-Projekt Dance Nation. Diesen Song konnte man in allen Chartlisten des deutschsprachigen Raums finden. Sie wurde im Mai 2012 parallel mit ihrem zweiten Studioalbum Sunshine veröffentlicht. Auf Sunshine befinden sich alte Lieder, sowie auch neue Songs. Das Album schaffte es bis auf Platz 49 der Schweizer Albumcharts und war dort zwei Wochen vertreten. Ebenfalls im Mai erschien ihre Single One More Night, ein Cover des gleichnamigen Songs von Phil Collins, als Download-Single. Chartplatzierungen konnte sie nicht erreichen.
Im Sommer des Jahres 2011 lernten Manian und Yanou den US-amerikanischen Sänger und Rapper U-Jean kennen, der bereits mit Zusammenarbeit mit Carlprit Aufsehen erregt hat, kennen. Gemeinsam nahmen sie den Song Turn This Club Around auf, der schon im September 2011 als Ankündigung für das nächste Studioalbum diente, veröffentlicht wurde. Er stieg bis auf Platz eins der iTunes-Charts, wo er sich 3 Wochen hielt. In den deutschen Singlecharts schaffte es Turn This Club Around auf Platz drei und in der Schweiz in der zweiten Woche auf Platz eins.
Es wurde unter anderem die erste Single, die es auch in England in die Charts schaffte und mit einem 36. Platz gut vertreten war. Ebenfalls war es ihr erster Erfolg in Amerika. Denn dort konnte R.I.O. die Charts in Kanada erreichen.
In Deutschland, Österreich und in der Schweiz erhielt R.I.O. für über 150.000 verkaufte Einheiten des Songs eine goldene Schallplatte. Auch in den Jahrescharts von Deutschland, Österreich und der Schweiz war die Single vertreten. In Deutschland schaffte es Turn This Club Around bis auf 48, in Österreich auf den 72 Platz und in der Schweiz erreichte der Song Platz 60
Ebenfalls im September 2011 erschien ein neuer Remix des Trios. Dieses Mal produzierten sie einen Remix zum Song 1234 des deutschen Rappers Carlprit. Dieser Mix wurde die offizielle und einzige Version des Tracks. Der Stil des Remix ähnelt, sehr im Gegensatz ihrer anderen Remixe, sehr dem Thema ihrer Erfolgs-Single Turn This Club Around.
Zeitgleich zur Veröffentlichung ihres dritten Studioalbums Turn This Club Around erschien ihre dreizehnte Single Animal, die sie, nach dem Erfolg von Turn This Club Around auch mit Rapper U-Jean, aufnahmen. Der Song konnte in Deutschland bis auf Platz 48, in Österreich auf 33 und in der Schweiz auf Platz 51 stieg. Von vielen Kritikern wird die Single mit dem Song Levels von Avicii verglichen.
Im Dezember 2011 erschien die Single Night Nurse von Manian und Yanous Projekt Cascada, bei der ihr derzeitige Sänger Tony T. mitwirkte. Sie veröffentlichten den Titel als Cascada feat. R.I.O. Die Single konnte keine Chartplatzierungen erreichen.

### 2012:Turn This Club Around (Deluxe Edition)
Im März 2012 gab Tony T., das bisherige Gesicht R.I.O.s, seinen Ausstieg aus der Gruppe bekannt, um sich auf seine Solokarriere konzentrieren zu können. Schon kurz darauf veröffentlichte er auch eine eigene Single namens Way to Rio.
Nachdem sich Tony T. vom Dance-Projekt abgekoppelt hatte, waren Manian und Yanou wieder auf sich allein gestellt und produzierten gemeinsam als R.I.O. einen Remix zum Song Rock This Club von King & White in Zusammenarbeit mit Cimo. Auch dieser Mix wurde genauso wie Carlprits 1234 zum Titel-Song der Single.

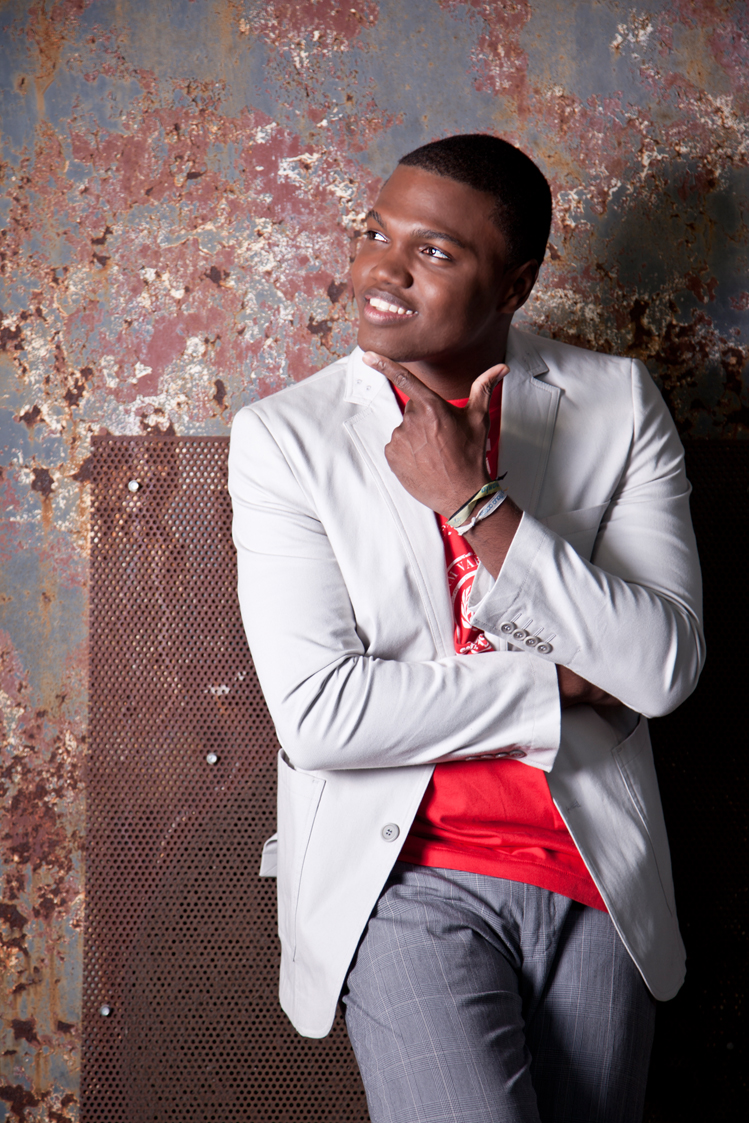
U-Jean, R.I.O.s Gesicht auf ihren Liveauftritten

Schon kurz darauf erschien, am 18. Mai 2012, erschien die 14. Single Party Shaker. Manian und Yanou nahmen den Song mit dem US-amerikanischen Sänger und Rapper Nicco, der durch Zusammenarbeit mit Darius & Finlay bekannt ist, auf. Das Musikvideo zum Song wurde am 15. Mai 2012 auf dem offiziellen YouTube-Kanal des Labels Kontor Records hochgeladen und hatte innerhalb von einem halben Jahr über 60 Millionen Klicks. Bereits eine Woche nach der Veröffentlichung stieg die Single in die Top Ten in Deutschland, Österreich und der Schweiz ein. Auch in den Jahrescharts von Deutschland, Österreich und der Schweiz konnte man den Song wieder finden. Im Jahr 2013 erreichte die Single Gold-Status in Deutschland.
Parallel zu Party Shaker erschien über Manian und Yanous Nebenprojekt Azuro zusammen mit der Sängerin Elly der Song Je Ne Sais Pas als Single. Den Titel-Song mixten die beiden ebenfalls unter ihrem Pseudonym R.I.O. im Stil des Tracks Party Shaker.
Über das Plattenlabel Spinnin’ Records erschien im Sommer 2012 in Dänemark und den Niederlanden ein Greatest-Hits-Album des Duos, auf dem alle Single-Chart-Erfolge, mitsamt der neuen Single Party Shaker zu finden sind.
Die 15. Single Summer Jam wurde am 27. Juli 2012 veröffentlicht. Der Titel ist ein Cover des gleichnamigen Songs vom The Underdog Project aus dem Jahr 2000. Der Song wurde mit dem US-amerikanischen Sänger und Rapper U-Jean aufgenommen. Am selben Tag erschien auch das offizielle Musikvideo. Bereits eine Woche nach der Veröffentlichung stieg das Lied in die Top 10 der deutschen Singlecharts ein und erreichte dort den siebten Platz. Auch in der Schweiz konnte sich Summer Jam platzieren und wurde mit einem Einstieg auf Platz 2 neben Turn This Club Around die zweite Single, die es in die Top 3 schaffte. In Österreich wurde es die erste Single, die es auf die ersten 3 Plätze schaffte, und stieg auch hier auf Platz 2 ein. Summer Jam konnte auch die deutschen, österreichischen und Schweizer Jahrescharts des Jahres 2012 erreichen.
Ebenfalls im Juli sorgte R.I.O. für einen Remix zum Song My Life Is a Party von den ItaloBrothers. Dieser Remix wurde besonders auf Kompilationen verwendet. Er wurde der Titelsong der Single und kletterte bis in die obere Hälfte der iTunes-Charts.
Am 24. August 2012 veröffentlichte R.I.O. eine Deluxe-Version von dem Album Turn This Club Around, auf der auch die Titel Summer Jam und Party Shaker sowohl als Original als auch als Remix-Version zu finden sind. Innerhalb von zwei Tages erreichte es die Top 10 der iTunes Album-Charts.
Mit dieser Deluxe Edition hatten sie ihren ersten Album-Chart Erfolg in Deutschland. Es landete in der ersten Woche direkt auf Platz 66 der Top 100. Auch in den österreichischen und den Schweizer Charts blieb der Erfolg dieser Version nicht aus. Hier stieg sie auf Platz 28 in Österreich und auf Platz 29 der Album-Charts ein.
Am 28. September 2012 erschien ein weiterer Remix des Duos. Diesmal mixten sie den Titelsong der Single Supernova der Band Miami Club. Der Song wurde gemeinsam mit dem Rapper Nicci, der bereits bei The Rhythm of the Night von Manian und Yanous zweiten Projekt Cascada mitwirkte, aufgenommen.
Von Oktober 2012 bis Frühjahr 2013 widmeten sich Manian und Yanou überwiegend ihren Solo-Projekten. Yanou veröffentlichte seine eigene Single 25 Lightyeras Away und Manian produzierte sein Album Hands Up Forever. Zudem arbeitete das Duo auch an ihrem folgenden R.I.O.-Album Ready or Not.

### 2013:Ready or NotundKomodo
Im Januar 2013 gaben sie zahlreiche Konzerte wie zum Beispiel beim Barstreet Festival in Bern, in Palma oder in Berlin. Zudem luden sie eine Unplugged-Version ihres Hits Turn This Club Around auf dem offiziellen YouTube-Kanal hoch. Des Weiteren wurde auf der offiziellen Facebook-Seite des Plattenlabels Zooland Records wurde am 17. Januar 2013 angegeben, dass sie gemeinsam mit U-Jean an einer neuen Single arbeiten, der im Mai 2013 veröffentlichten Ready or Not. Zudem wurde dem Projekt am 1. Januar 2013 für die Single Summer Jam eine Goldene Schallplatte verliehen.
Jedoch erschien vor den Releases ein Remix zu Manians und Niccos Song Tonight. Er erschien erstmals auf Manians im Februar 2013 herausgekommenen Album Hands Up Forever. Die Single-Veröffentlichung erfolgte am 24. Mai 2013. Eine Woche nach dem Release stieg der Song in die Österreichischen Single-Charts. In Deutschland konnte der Track etliche Download-Charts stürmen.
Allerdings erschien zuvor der Song Living in Stereo ohne U-Jean am 15. März 2013. Für den Gesang holten sie sich den balearischen Reggae-Sänger Glasford Howard, der bereits durch Shakiras Hit Un poco de amor bekannt war. Wochen vor der Veröffentlichung wurden auf Video-Portalen wie YouTube ein- bis zweiminütige Vorschauversionen des Songs hochgeladen, die nach einigen Wochen über tausendmal angeklickt wurden. Das offizielle Musikvideo wurde am selben Tag der Veröffentlichung auf den offiziellen YouTube-Kanal von Kontor Records hochgeladen. Auch dieser Song wurde ein Hit und stieg nach einer Woche in die deutschen, österreichischen und Schweizer Charts ein.
Stand Frühjahr 2013 stand das Musikvideo zum Track Party Shaker mit über 100 Millionen Klicks an der Spitze der meistgesehenen Musikvideos eines deutschen Acts aller Zeiten. Es wurde kommentiert:

„Bei diesem Video ist zu erwähnen, dass der Leadsänger Nicco ein US Amerikaner ist, die Musikproduktion (Text & Komposition) aber von Yann Peiffer und Manuel Reuter (alias R.I.O.) stammt. Weitere ca. 0,5 Mio. Views für ‘Party Shaker’ erfolgten auf anderen Videosites, als Youtube. Party Shaker ist damit mit weitem Abstand das erfolgreichste von Deutschen komponierte Musikstück seit Beginn des digitalen Zeitalters, dass innerhalb eines Musikvideos digitale Verbreitung fand.“

 Zudem standen seinerzeit Like I Love You auf Platz 9, Summer Jam auf Nummer 10, Shine On auf Rang 14 und After the Love auf Platz 16 der meistaufgerufensten deutschen Musikvideos.
Zwei Monate, am 10. Mai 2013, nach dem Release Living in Stereo erschien das dazugehörige Album Ready or Not. Das Album besteht wie alle anderen „R.I.O.-Alben“ aus zwei neuen und allen alten Liedern. Jedoch sind in diesem Album die bisher erschienenen Songs in Remix-Form aufzufinden. Zudem gibt es zwei weitere CDs und zwar eine, auf der alle Remixes des Dance-Projekt und eine auf der ein DJ-Mix vorhanden ist. Bei iTunes konnte das Album schon nach wenigen Stunden Platz 7 der Album-Charts und Platz 1 der Dance-Charts erreichen. Auch in den offiziellen Deutschen Album-Charts stieg es bereits nach einer Woche ein. Dort erreichte es immerhin Platz 47. In der Schweiz erreichte es sogar die Top-5 und stieg auf Platz 4 ein. In Österreich wurde Platz 26 bekannt gegeben und übertraf somit den Erfolg seines Vorgängers Turn This Club Around bei weitem.
Am 10. Mai 2013 erschien ebenfalls die gleichnamige Single Ready or Not. Sie wurde gemeinsam, wie viele andere R.I.O.-Songs mit dem US-amerikanischen Sänger und Rapper U-Jean aufgenommen. Auf iTunes stieg der Track direkt in die Top-100 der Song-Charts. Auch in den Deutschen Single-Charts blieb der Erfolg nicht lange aus. Bereits nach einer Woche stieg er auf Platz 54 ein. In Österreich erreichte Ready or Not Platz 40 einsteigen. In der Schweiz konnte sich das Lied auf Platz 64 platzieren.
Die CJ-Stone-Remix-Version von Like I Love You, des Albums Ready or Not konnte parallel mit dem Album direkt in die Schweizer iTunes-Charts einsteigen. In Deutschland verpasste sie den Einstieg nur knapp. Der Remix konnte sich auf Platz 28 der Schweizer Charts platzieren und damit die Chartplatzierung des Originalreleases aus dem Jahre 2011 um über 40 Platzierungen verbessern.
Am 2. August 2013 erschien ein achtminütiger Megamix. Dieser besteht aus den Liedern Turn This Club Around, Like I Love You, Animal, Ready or Not, Summer Jam, Party Shaker und Shine On. Zudem wurden die verschiedenen Musikvideos der Lieder zu einem zusammengeschnitten. Er wurde auf der Kontor Summer Jam 2013, sowie als Einzel-Track auf iTunes zum Download angeboten und schaffte es bereits nach wenigen Stunden in die Top-100 der iTunes-Charts. Auch in den Single-Charts stieg das Lied bereits nach einer Woche ein. In Deutschland erreichte es direkt Platz 19, auch in Österreich stieg der Mix auf Platz 19 ein.
Ende August 2013 erschienen erste Previews ihres nächsten Songs Komodo (Hard Nights). Dieser wurde am 27. September 2013 über Kontor veröffentlicht. Auch hierbei wirkte U-Jean mit. Bereits jetzt wird eine gewisse Ähnlichkeit The Code von W&W und Ummet Ozcan bemängelt. Die Spielart der Synths sollen hierbei ähnlich arrangieren. Auch ob es sich bei dem Song um eine Cover-Version des legendären Stücks Komodo von Mauro Picotto handelt wurde anfangs vermuten und später bestätigt, jedoch sind hierbei nur die Hintergrund-Töne des Refrains sehr ähnlich. Der Titel konnte innerhalb von nur wenigen Stunden die Download-Charts sämtlicher Online-Musikdienste erreichen. In den Single-Charts erreichte er in Deutschland Platz 58.
Im Oktober 2013 wurde ein weiterer Remix des Duos veröffentlicht. Es ist eine Neuinterpretation des Titels Maria (I Like It Loud) von Scooter aus dem Jahre 2003 und wird auf ihren Album 20 Years of Hardcore zu finden sein. Bereits Scooters Version ist ein Remix. Die erste Version des Liedes stammt aus dem Jahre 1997 von Marc Acardipane, Marshall Masters und The Ultimate MC unter dem Titel I Like It Loud.

### 2014: Europa-Tour undOne in a Million
Eine neue Single wurde nach der, im Spätsommer 2013 veröffentlichten Single Komodo (Hard Nights), lange Zeit nicht angekündigt. Grund dafür war die Konzentration auf eine Europa-Tour. Konzerte fanden, neben den deutschsprachigen Ländern, auch im Süden, darunter Spanien und Italien sowie im Osten unter anderem in Istanbul, Türkei statt. Allerdings vertrat lediglich U-Jean die Band. Die eigentlichen Köpfe der Band, Manian und Yanou konzentrierten sich, wie auch im Jahr 2012 zu dieser Zeit, auf ihre Solokarrieren. Ihre eigenen Singles Bring on the Sun und We Don’t Care erschienen Ende 2013 sowie Anfang 2014.
Am 19. Februar 2014 erfolgten in Japan die Veröffentlichung zweier Platten. Zum einen erschien die „Perfect Edition“ zu dem 2013 in Europa veröffentlichten Album Ready or Not sowie einem Remix der Single Turn this Club Around. Der Remix stammt von DJ Fumi★Yeah! und bildet gemeinsam mit dem Lied Komodo (Hard Nights) die Perfect Edition zu Ready or Not. Beide Veröffentlichungen erfolgten über Zooland Records und konnten die Japanischen Billboard Charts erreichen. Im Juni 2014 erschien die von U-Jean gesungene Single One in a Million. Ähnlich wie Komodo (Hard Nights) enthält auch One in a Million einen Electro-House-Stil. Bereits vor der offiziellen Veröffentlichung wurde das Lied bei iTunes zum Verkauf bereitgestellt und konnte bereits am ersten Tag in die obere Hälfte vorrücken. Des Weiteren erfolgte ein Einstieg in die österreichischen Charts auf Platz 62 vor der eigentlichen Veröffentlichung, der in vielen Ländern wie zum Beispiel Deutschland nicht möglich ist. In der Schweiz erreichte das Duo ebenfalls in der ersten Woche Rang 62. In den deutschen Single-Charts stieg das Lied auf Nummer 51 ein. Nachdem es in der Schweiz hingegen bereits nach einer Woche wieder aus den Charts ausgestiegen war, konnte es sich in Deutschland drei und in Österreich vier weitere Wochen in den Top 100 halten.
Nachdem Manian in Zusammenarbeit mit D-Style mit dem Projekt Twoloud große Erfolge, auch weit über die deutsche Grenze hinaus gefeiert hatte, geriet R.I.O. vorerst in den Hintergrund. Dennoch wurde auf der offiziellen Facebookseite des Duos am 20. November 2014 bekannt gegeben, dass Manian, Yanou und Andres Ballinas an einem neuen Song arbeiten. Vocals schenkte ein weiteres Mal U-Jean.

### 2015: Schwindender Erfolg
Am 13. März 2015 wurde die Tracklist des Samplers Kontor Top of the Clubs Vol. 66  bekannt gegeben. Darunter war auch das Lied Thinking of You. Nachdem die vorherigen Singles dem Bigroom-House zugeordnet worden waren, wies diese Single sowohl Dance-Pop als auch den derzeit sehr populären Deep-House-Stil auf. Für die Vocals holte das Duo einen unbekannten Sänger ins Studio. Dieser wurde zwar im Musikvideo gezeigt, aber wird auch auf der Single nicht genannt. Veröffentlicht wurde das Lied am 27. März 2015 gemeinsam mit Remixen des DJs CJ Stone, der bereits bei der Vorgängersingle One in a Million als Remixer agierte und der deutschen Hands-up-Produzenten DJ Gollum und DJ Cap. Beide Remixe gewannen schnell an Popularität. Insbesondere die an Lovers on the Sun erinnernde Progressive-House-Version von CJ Stone erhielt positive Kritiken, da sie mehr Merkmale des R.I.O.-Stils enthalte, als die Originalversion. Aufgrund der frühzeitigen Bereitstellung von Thinking of You auf iTunes, erreichte es die dortigen Top-100 in mehreren Ländern, verfehlte aber den Sprung in die offiziellen Single-Charts und ist damit die erste Single seit drei Jahren, die eine Platzierung in den Charts verpasste.
Am 22. Mai 2015 erschien eine weitere R.I.O.-Single. Diese enthält den Titel Sun Is Up. Hierbei wirkte ein weiteres Mal U-Jean mit. Der Titel enthält im Vergleich zur Vorgängersingle Thinking of You zwar auch an Deep-House angelehnte Elemente, dennoch entspricht das Lied viel mehr dem typischen R.I.O.-Stil. Auf sich aufmerksam machte das Lied insbesondere durch das aufwändige Musikvideo, welches Anfang Juni 2015 erschien. Im kommerziellen Bereich konnte Sun Is Up nicht annähernd an frühere Erfolge anschließen. Weder in den Download-Charts, noch in den offiziellen Single-Charts erlangte der Track eine Platzierung.
Im Herbst 2015 veröffentlichte das Duo erneut in Zusammenarbeit mit Sänger U-Jean das Lied Cheers to the Club. Das Lied wurde von U-Jean selbst geschrieben und sollte eigentlich eine Solo-Single sein. Der Track enthält nach über zwei Jahren erstmals wieder den klassischen R.I.O.-Stil, eine Mischung aus Electro- und Commercial-House. Das Musikvideo entstand in Zusammenarbeit mit YouTuber und Beatboxer Alberto und erschien einen Tag nach Single-Release am 9. Oktober 2015. Jedoch konnte auch dieser Track keinen Erfolg einbringen. Remixe erschienen unter anderem von CJ Stone, Rick T & Rick M sowie Danny Kraviz im Hands-Up oder alternativem Commercial-Stil.

### 2017–2018: Comeback mit neuem Stil
Am 16. März 2017 kündigte „Kontor Records“ nach eineinhalb Jahren ein kleines Comeback des Duos an. Dieses erfolgte mit dem Release des einen Tag später erschienenen Lied Headlong. Der Track basiert auf den Grundzügen der Deep- und Tropical-House-Musik und wird von Dominik Sieger gesungen. Parallel verkörpert sie unterschiedliche Stilmittel früherer ATB-Produktionen. Headlong erreichte schnell die Charts mehrerer Download-Portale und wurde für seine sommerliche Atmosphäre gelobt. Mit über 14 Millionen Views auf YouTube konnte es dort an frühere Zeiten anschließen.
Im Juli 2017 folgte eine weitere Single. Diese trägt den Titel The Sign und entstand in Zusammenarbeit mit den Vengaboys. Der Track orientierte sich an dem zu der Zeit sehr beliebten Tropical-House-Stil. Im September 2017 präsentierte der niederländische DJ und Produzent Kaaze einen Remix ihrer dritten Single When the Sun Comes Down, der insbesondere durch seine Premiere in der Radioshow „Hardwell On Air“ vom ebenfalls niederländischen DJ Hardwell Aufmerksamkeit erhielt.
Am 23. März 2018 veröffentlichten R.I.O. die Single Summer Eyes, die an das Future-House-Genre angelegt ist und erneut von Dominik Sieger gesungen wurde. Im Musikvideo ist das US-amerikanische Model Sabrina Lynn zu sehen. Am 7. Dezember 2018 folgte eine Deep-House-Coverversion des Liedes Somebody to Love von The Great Society aus dem Jahr 1966.

### 2019:Shine-On-Remake
Am 22. Februar 2019 erschien die Single Good Enough, die von Dennis Mansfeld gesungen wird und stilistisch an Summer Eyes anschließt. Im Mai 2019 folgte eine Remake ihrer damaligen Durchbruch-Single Shine On. Diese wurde mit Gesang vom norwegischen Hip-Hop-Duo Madcon neu aufgenommen und erschien mitsamt neuem Musikvideo und neuen Remixen. Anfang August 2019 folgte die Latin-House-Single In Janeiro.
Am 29. November 2019 veröffentlichten R.I.O. die Single Life, die in Zusammenarbeit mit Glasford Howard entstand, mit dem sie bereits ihr 2013 veröffentlichtes Lied Living in Stereo aufnahmen. Als Co-Writer wirkte Dennis Mansfeld mit.

### 2020:Hey Mama
Am 3. Juli 2020 wurde die Single Hey Mama veröffentlicht, bei der Yann Peifer nicht mehr als Songwriter oder Produzent mitwirkte. Manuel Reuter holte sich dafür das deutsche Musiker-Duo Oh Brother sowie den Sänger und Songwriter LEØN ins Studio.

### 2021:Like-I-Love-You-Remake
Zwischen dem 6. August 2021 und dem 5. November 2021 wurde ihre Single Like I Love You aus dem Jahr 2011 (ein Cover des gleichnamigen Liedes vom Hands-Up-Duo The Hitmen aus dem Jahr 2007) in Zusammenarbeit mit deutschen Produzenten KYANU und The Hitmen in drei neu abgemischten Versionen veröffentlicht. KYANU remixte den Titel im Bounce-Stil, während The Hitmen zum einen einen Sunshine Mix mit Elementen aus Hands-Up, Tropical- und Electro-House-Einflüssen und zum anderen einen Club-Mix, der an ihr Original angelehnt ist, veröffentlichten.
Parallel erschien die Single Everybody Cries, die in Zusammenarbeit mit Cleez entstand. Cleez, der unter anderem Teil der Brasspop-Band Querbeat ist, war zuvor mit seinem Projekt Crew Cardinal viele Jahre bei Zooland Records unter Vertrag. Gesungen wird das Lied von Jamal Dilmen, während weder Reuter, noch Peifer als Komponisten oder Songwriter in Erscheinung traten.

### 2022:Good Vibe
Am 13. Mai 2022 erschien die Single Good Vibe, die in Zusammenarbeit mit KYANU entstand. Diese basiert auf dem gleichnamigen Song der Good Vibe Crew, einem weiteren Projekt von Manian und Yanou aus dem Jahr 2010. Der Gesang von Cat wurde dabei vom Original übernommen.

## Diskografie
Studioalben

| Jahr | Titel Musiklabel                                       | Höchstplatzierung, Gesamtwochen, AuszeichnungChartplatzierungen (Jahr, Titel, Musiklabel, Platzierungen, Wochen, Auszeichnungen, Anmerkungen) | Höchstplatzierung, Gesamtwochen, AuszeichnungChartplatzierungen (Jahr, Titel, Musiklabel, Platzierungen, Wochen, Auszeichnungen, Anmerkungen) | Höchstplatzierung, Gesamtwochen, AuszeichnungChartplatzierungen (Jahr, Titel, Musiklabel, Platzierungen, Wochen, Auszeichnungen, Anmerkungen) | Höchstplatzierung, Gesamtwochen, AuszeichnungChartplatzierungen (Jahr, Titel, Musiklabel, Platzierungen, Wochen, Auszeichnungen, Anmerkungen) | Anmerkungen                            |
| Jahr | Titel Musiklabel                                       | DE | AT | CH | UK | Anmerkungen                            |
| ---- | ------------------------------------------------------ | --- | --- | --- | --- | -------------------------------------- |
| 2010 | Shine On (The Album) Zooland Records                   | — | — | — | — | Erstveröffentlichung: 19. Februar 2010 |
| 2011 | Sunshine Zooland Records                               | — | — | CH49 (2 Wo.)CH | — | Erstveröffentlichung: 28. Januar 2011  |
| 2011 | Turn This Club Around Zooland Records / Kontor Records | DE66 (1 Wo.)DE | AT28 (3 Wo.)AT | CH29 (3 Wo.)CH | — | Erstveröffentlichung: 2. Dezember 2011 |
| 2013 | Ready or Not Zooland Records / Kontor Records          | DE47 (2 Wo.)DE | AT26 (2 Wo.)AT | CH4 (4 Wo.)CH | — | Erstveröffentlichung: 10. Mai 2013     |

## Auszeichnungen
| Jahr | Event             | Kategorie               | Nominiertes Werk      | Ergebnis    |
| ---- | ----------------- | ----------------------- | --------------------- | ----------- |
| 2009 | World Music Award | Unbekannt               | Unbekannt             | Nominiert 1 |
| 2012 | Echo 2012         | Bestes Video (National) | Turn This Club Around | Nominiert   |